# (85490) 1997 SE5
(85490) 1997 SE5 es un asteroide que forma parte de los asteroides Amor, descubierto el 28 de septiembre de 1997 por el equipo del Near Earth Asteroid Tracking desde el Observatorio de Haleakala, Hawái, Estados Unidos.

## Designación y nombre
Designado provisionalmente como 1997 SE5.

## Características orbitales
1997 SE5 está situado a una distancia media del Sol de 3,702 ua, pudiendo alejarse hasta 6,214 ua y acercarse hasta 1,190 ua. Su excentricidad es 0,678 y la inclinación orbital 2,355 grados. Emplea 2602 días en completar una órbita alrededor del Sol.

## Características físicas
La magnitud absoluta de 1997 SE5 es 14,7. Está asignado al tipo espectral T según la clasificación SMASSII.